# Enn Reitel

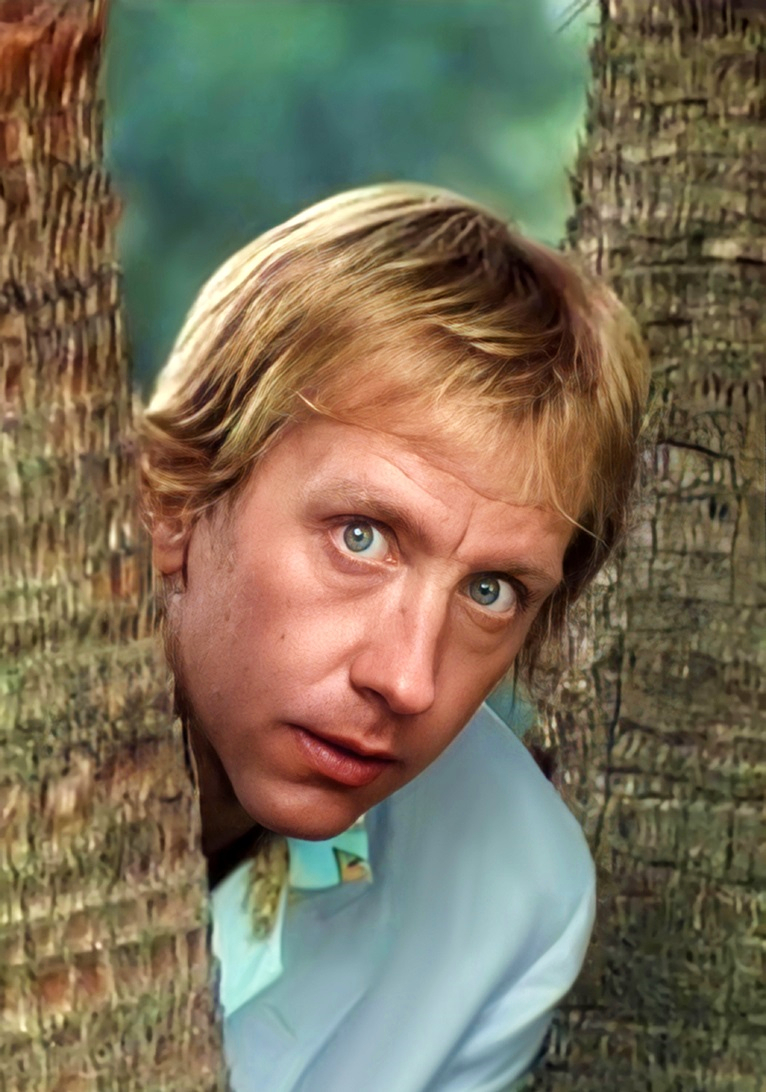
Enn Reitel - The Optimist

Enn Reitel (Forfar, 21 giugno 1950) è un attore scozzese.

## Filmografia

### Cinema
- Full Monty - Squattrinati organizzati (The Full Monty), regia di Peter Cattaneo (1997)
- Santa Clause è nei guai (The Santa Clause 3: The Escape Clause), regia di Michael Lembeck (2006)
- The Prestige, regia di Christopher Nolan (2006)
- Dead Silence, regia di James Wan (2007)

### Televisione
- Il mercante di Venezia (The Merchant of Venice), regia di Jack Gold (1980) - film TV

### Doppiatore
- Il mondo di Peter Coniglio e dei suoi amici (The World of Peter Rabbit and Friends)
- La sposa cadavere (Corpse Bride), regia di Mike Johnson e Tim Burton (2005)
- Le avventure di Tintin - Il segreto dell'Unicorno (The Adventures of Tintin), regia di Steven Spielberg (2011)
- Postino Pat - Il film (Postman Pat: The Movie), regia di Mike Disa (2014)
- The Judge, regia di David Dobkin (2014)

## Doppiatori italiani
Nelle versioni in italiano dei suoi lavori, Enn Reitel è stato doppiato da:
- Leo Gullotta ne Il mercante di Venezia
- Vittorio Battarra in Il vento nei salici
- Vladimiro Conti in Il vento nei salici
- Tonino Accolla in Full Monty - Squattrinati organizzati

Da doppiatore è sostituito da:
- Pietro Ubaldi ne Il mondo di Peter Coniglio e dei suoi amici
- Massimo Giuliani ne La sposa cadavere
- Oliviero Dinelli ne Le avventure di Tintin - Il segreto dell'Unicorno, Postino Pat - Il film (Selby)
- Giorgio Lopez in Postino Pat - Il film (Reverendo Timms)
- Tonino Accolla in The Judge
- Carlo Cosolo in Le avventure di Tintin - Il segreto dell'Unicorno